# 廖井丹
廖井丹（1914年11月—2006年11月8日），四川长寿人，中华人民共和国政治人物。

## 生平
廖井丹1930年加入中国共产主义青年团，后在太原军政训练班第十二连担任生活委员会委员长（相当于学生会主席），1937年5月加入中国共产党，此后在山西青年抗敌决死队第二总队（后称第四总队）任第一大队政治主任、中共总支部书记，1939年1月到延安马列学院学习，1940年到中共晋西区党委、晋绥分局机关报《抗战日报》 (后称《晋绥日报》) 社任社长，兼中共晋西区党委宣传部副部长。
1945年，廖井丹随林枫到东北，曾在哈尔滨任中共中央东北局机关报《东北日报》副社长。后来，廖井丹随军南下，历任武汉《长江日报》（中共中央华中局机关报）社长、重庆《新华日报》（当时为中共中央西南局机关报）兼新华社西南总分社社长，西南行政委员会委员、文化教育委员会副主任。1954年，当选第一届全国人民代表大会代表。
1955年至1966年间，廖井丹历任成都市委第一书记、四川省委书记处书记等职，“文化大革命”开始后被迫停止工作。1972年恢复工作，任中共成都市委书记。1974年，廖井丹被调往渡口市（今攀枝花市），任中共渡口市委第一书记兼攀枝花钢铁公司党委第一书记。1977年11月上调北京，任中共中央宣传部副部长，1982年任中宣部顾问，1986年离休。